# 陶源 (政治人物)
陶源（1952年1月—），男，北京人，中华人民共和国政治人物，曾任宁夏回族自治区总工会主席，宁夏回族自治区政协副主席。